# أساليب الدعاية المعاصرة

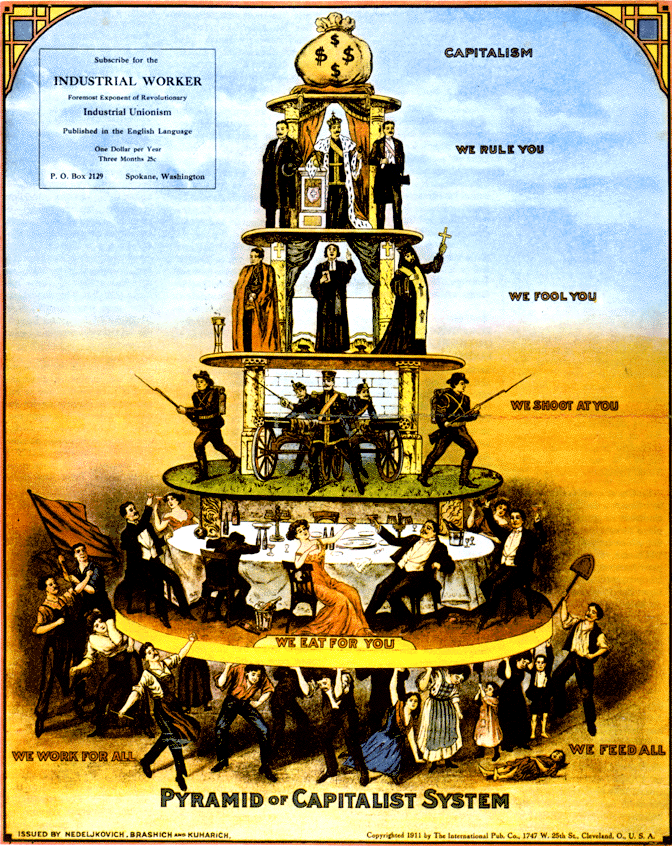
دعاية مناهضة للرأسمالية

تتعدد وسائل الإعلام الممكن استخدامها في الدعاية (البروباجاندا)، فعلى سبيل المثال قد تستخدم التقارير الإخبارية، التقارير الحكومية، الكتب، المنشورات، الأفلام، الإذاعة والتليفيزيون في البروباجاندا على إستراتيجية أنماط بث ممنهجة لتلقين المجموعة المستهدفة بالدعاية. الممكن أن تبدأ الحملة بواسطة دعاية بسطية كالمنشورات أو الإعلانات وبصفة عامة ستحمل هذة الوسائط أساليب الحصول على قدر أكبر من المعلومات سواء عن طريق موقع على شبكة إنترنت أو خطوط تليفون أو برنامج إذاعي... إلخ. تهدف الإستراتيجية إلى تحويل الفرد من مستقبل للمعلومات إلى باحث عن المعلومات ومن ثم إلى صاحب رأي عن طريق التلقين.
مع تطور وتوسع دور وسائل الإعلام وتقنيات الاتصال التي تجتاح عالمنا اليوم، تتماهى باطراد تلك الحدود التي كانت تفصل في الماضي بين دور كل من الإعلامي والمعلِن، إذ يضطر كل منهما للتحايل على ارتفاع مستوى الوعي الاجتماعي، مستفيدَين من تطور مهارات الاتصال وتقنيات الإبهار، مما دفعهما للانتقال إلى مستويات أعلى من الإسفاف في نقل الصور «المؤدلجة» عن الواقع، أو الإمعان في ترسيخ صور أخرى في ذهن المتلقي.
عدد من تقنيات البروباجاندا تعتمد على نفس أساليب أبحاث علم النفس الاجتماعي ففي كثير من الأحيان يتم الاعتماد على المغالطات المنطقية حيث يقوم القائم بالدعاية باستخدام عبارات مقنعة وإن كانت غير سليمة أو واقعية.
إن دراسة الأساليب التي يتم من خلالها بث الرسائل الدعائية ليست بدراسة جديدة وبتحليل الوسائل التي يتم من خلالها إرسال رسائل دعائية يتضح أن أساليب نشر المعلومات ووسائل الإعلام تتحول إلى إستراتيجيات دعائية عند تضمين رسائل دعائية من خلالها. التعرف على هذه الرسائل يعتبر من ضرورات دراسة الوسائل المستخدمة في نشرها
يعتمد الإعلاميون والمعلنون -على حد سواء- على التطور الملفت في تقنيات الإعلام والتسويق، حيث تستفيد معظم الجامعات المختصة بهذين الفرعين من دراسات تقنيات التأثير والاتصال، والتي تتركز في معظمها على النفوذ إلى العقل الباطن والتأثير اللاواعي على اهتمامات المتلقي ورغباته، ثم توجيهها وفق مصالح النخبة.

## أكثر الأساليب الدعائية شيوعاً
يمكن تلخيص أكثر الأساليب الدعائية شيوعاً في النقاط التالي

تمثيل مثلثي لهرم بول غراهام لكيفية لاختلاف واستخدام المغالطات

## الهجوم الشخصي
استخدام الهجوم الشخصي بدلاً من نقد الأفكار.

### التكرار
هو التكرار المستمر لفكرة عادة ما تكون في صورة شعار بسيط أو لفظ جذاب وبالتكرار تتحول إلى ما يمكن اعتباره جزء من الحقيقة. هذا الأسلوب ناجح في حالة محدودية وسائل الإعلام وسيطرة النائر على وسائل الإعلام المتوفرة.
لا يكتفي المعلنون عادة بمجرد التنميط والكذب، بل يعمدون كثيراً إلى التكرار المستمر لشعاراتهم وحملاتهم الإعلانية التي تلاحق الناس أينما ذهبوا، وقد يلجأ البعض إلى التكرار في عرض إعلاناتهم غير المباشرة ليحصدوا نتائج أكثر فعالية من الإعلان المباشر عندما يكون التصريح مثيراً للحساسية أو الرفض، إذ دلت إحدى الدراسات على أن تكرار ظهور أحد نجوم السينما، وهو يدخن خلال الفيلم لأربع مرات، قد يؤدي إلى زرع صورة إيجابية للتدخين عند المراهقين المعجبين بهذا النجم، مما يعطي دلالة واضحة على أثر الإعلان غير المباشر في بث الرسائل الإعلانية مع التكرار المستمر، وهو أمر يزداد خطورة عندما يقترن بالتصريح المباشر والموجه.

### الاعتماد على السلطة
ذكر أشخاص أو مؤسسات بارزة ذات مصداقية عالية لتأييد الفكرة / رأي / قرار.

### الاستفادة من الشخصيات اللامعة
وهو أسلوب شائع وشديد الخطورة، ولا نقصد به هنا الاقتصار على جذب مشاهير الفن والرياضة للإعلان التجاري، مع ما في ذلك من تبعات سيئة على الجيل الناشئ الذي يتخذ من هؤلاء قدوة في السلوك، ولكن الأمر قد يصل إلى حد الخداع بالاستفادة من بعض الانتهازيين من المفكرين والعلماء الذين لا يتورعون عن الممالأة وتقديم بعض الآراء في قوالب فكرية مصطنعة، مع التأكيد على إبرازها تحت أسماء هؤلاء المشاهير بما يحملونه من ألقاب قد تصاغ خصيصاً لإضفاء المزيد من التأثير.
وهنا نشير إلى أسلوب انتهازي يسرف الإعلام الغربي -أو العربي المستغرب- في تطبيقه، عبر تمرير الكثير من الأفكار والتوجهات تحت أسماء عربية وإسلامية، يراد لها أن تتبوأ مركز الريادة والتوجيه، ويتم تقديمها تحت مسميات من قبيل: «الباحث الاستراتيجي»، «الخبير في شؤون كذا»، «المفكر الإسلامي المستنير»، وتكمن الخطورة هنا في بث الأفكار المستوردة بألسنة محلية وأسماء مقبولة ومعروفة، بدلاً من الاستعانة بأسماء وألقاب أجنبية قد تثير بعض الحساسية.

### التخويف
حشد الرأي العام عن طريق إثارة الفزع أو الذعر مثل كشف جوزيف بول جوبلز لمخطط «ألمانيا يجب أن تفنى» بقيادة ثيودور كاوفمان.

### الأحكام المسبقة
استخدام عبارات دالة أو وإشارات تضيف قيمة أو تفضيل أخلاقي لمتبع الرأي مما يشوه متبعي الرأي الآخر مثل «دافع الضرائب الكادح في عمله لا يوافق على رأي رافضي العمل».

### القطيع
هو إقناع الرأي العام بالاقتناع بالرأي الذي يؤمن به الجميع وينقسم هذا الأسلوب إلى قسمين رئيسيين:

#### النصر المحتم
إقناع الأفراد خارج القطيع بالانضمام إلى طريق النصر المحتم والحفاظ على من هم داخل القطيع بتأكيد حتمية النصر.

#### الانضمام إلى الحشد
يعتمد على الغريزة البشرية في الانضمام إلى الجانب المنتصر من خلال التأكيد أن الجانب المختار لا يمكن مقاومته ومن الأفضل الانضمام إليه.

### مغالطة الخطأ والصواب / الأبيض والأسود
تقديم إختارين فقط
```
لا بديل عنهما. إما معنا (الصواب) أو ضدنا (الخطأ).
```

### الأشخاص السعيدة
الدعاية عن طريق المشاهير أو تصوير مجموعة من الأشخاص الجذابين السعداء للدعاية للفكرة التي ستجلب سعادة مماثلة وو يستخدم هذا عادة في الدعاية التجارية.

### الكذبة الكبيرة
تكرار ذكر مجموعة من الأحداث المركبة للتدليل على صحة القرار التالي لها. يعتمد هذا الأسلوب على ذكر الأحداث بصورة صادقة مع مزجها بكذبة كبيرة أو تعميم هذه الكذبة بحيث يمكن خداع الرأي العام والتحايل على كيفية تفسيرهم لهذه الأحداث.

### التشويه / الشيطنة
يعتمد هذا الأسلوب على تشويه صاحب الرأي المخالف بجعله من طبقة أدنى / غير ذي قيمة / عديم الأخلاق والقيم عن طريق الإتهامات الباطلة.

### الأمر المباشر
يعتمد هذا الأسلوب على تبسيط عملية إتخاذ القرار باستخدام صور أو عبارات توجه الجمهور للفعل المطلوب مباشرة وإلغاء أي خيارت أخرى متاحة ويمكن مزجه مع أسلوب «الاعتماد على السلطة» عن طريق توجيه الرسالة بواسطة شخصية سلطوية / ممثلة للسلطة وإن كان هذا غير ضروري

### النشوة / الانتشاء
يعتمد هذا الأسلوب على نشر حالة من السعادة / الانتشاء أو افتعال أحداث تؤدي إلى رفع الروح المعنوية ومن أمثلة هذا الأسلوب: منح أجازات رسمية، نشر وسائل الترفيه، العروض العسكرية، الخطابات الحماسية.

### التضليل
يعتمد هذا الأسلوب على اختلاق أو إخفاء المعلومات من الوثائق الرسمية عن الرأي العام بهدف نشر معلومة خاطئة عن حدث معين أو مجموعة معينة قد يكون هذا من خلال عدة طرق مثل تزوير / تشويه الصور والمستندات والتسجيلات.

### تلويح الأعلام
يعتمد هذا الأسلوب على تبرير بعض الأحداث بأن القيام بعمل معين يزيد من الوطنية أو يفيد الجموع أو الفكرة. الإحساس بالوطنية هنا قد يلهي الفرد عن الحكم على القضية بشكل موضوعي.

### التعميمات البراقة
الاعتماد على تعبيرات وألفاظ براقة دون أن يكون لها تحليل أو تفسير موضوعي

### أنصاف الحقائق
الاعتماد على نشر خطاب خادع / مغلوط ممزوج ببعض الحقائق أو يعتمد على التورية وقد يكون الخطاب مزيج بين الحقيقة والأكاذيب أو بحتوي على بعض الحقيقة فقط أو يحتوي على ألفاظ تحتمل أكثر من وجه لتفادي اللوم.

### الغموض المتعمد
الاعتماد على نشر تعميمات غامضة / مبهمة من الممكن يؤولها الجمهور حسب ما يرى الهدف هنا هو تجريك الرأي العام عن طريق رسالة غامضة بهدف توجيههم دون استخدام أسلوب فج وصريح

### تحفيز الاستنكار
يعتمد الأسلوب على إقناع الجمهور باستنكار / نبذ فكرة لأنها تلقى قبول عند جماعات مكروهة / منبوذة وأن انتشار هذه الفكرة بين الجمهور سيدفعه إلى نفس الدونية.

### التبسيط المخل / المفرط
الاعتماد على تعميمات لمنح إجابات مبسطة لمسائل اجتماعية أو اقتصادية أو عسكرية معقدة.

### النقل خارج السياق
اختيار وتعديل الاقتباسات خارج سياقها لتغيير المعني وعادة تستخدم في السياسة لتشويه الخصم.

### إطلاق الأسماء
يعتمد على إطلاق أسماء تحض على الكراهية ونبذ الطرف الآخرو نشر أحكام مسبقة عن الطرف الآخر ورسم صورة سلبية عنه ويعتمد هذا على إثارة الاستنتاجات بدون تحليلها.

### التعليل
يعتمد على استخدام التعميمات البسيطة لتعليل أحداث أو أفعال أو قناعات معينة وعادة ما يتم استخدام ألفاظ غامضة أو جذابة للتبرير.

### الإلهاء / الرنجة الحمراء
عرض بينات أو موضوعات أو أسباب جاذبة ومشتتة للإنتباه خارج عن الموضوع لقطع الموضوع الأصلي.

### التصنيف / التقسيم
يستخدم هذا الأسلوب عند محاولة زيادة مصداقية (الترغيب) فكرة والتشدد عند محوالة تشويه فكرة فعلى سبيل المثال إذا أردت ذكر محاسن فكرة معينة فتساهل في ذكر مسوئها (هون من مساوئها) وأكثر من ذكر الحسنات.

### إطلاق الشعارات
الشعار هو جملة رمزية قد تتضمن تصنيف أو قولبة أو نشر صوة نمطية وقد يكون هدفها نشر فكرة معينة ولكن في جميع الأحوال تعتمد على استثارة المشاعر.
وهو أسلوب شائع في الدعايات التجارية والسياسية على السواء كما هو معروف، إذ غالبا ما يتم تعميم أحد الشعارات المنتقاة بعناية كعنوان عريض لكل حملة إعلانية، ومن ذلك مثلا تأكيد أحد أشهر معاجين الأسنان في أمريكا على شعار (النفس المنعش)، أكثر من التذكير بالهدف الرئيس من تنظيف الأسنان وهو حمايتها من التسوس، إذ دلت الدراسات التي قام بها المنتجون على أن اهتمام المستهلك ينصب عادة على رائحة الفم الطيبة أكثر من صحة الأسنان. وهكذا يعتمد المعلنون على ربط أهدافهم الإعلانية بأكثر الشعارات جاذبية، وبغض النظر عن مصداقيتها، وصولاً إلى الربط اللاشعوري بين الشعار والمعلن عنه حتى يغدو مجرد تذكر المستهلك لرائحة الفم الطيبة محرضاً تلقائياً على استحضار صورة ذلك المعجون بالرغم من أن كل المعاجين تشاركه في هذه الخاصية!

### القولبة والتنميط
تعتمد على نشر أحكام مسبقة من خلال تصنيف وقولبة الرأي المخالف في صورة مكروهة / مرفوضة من الجمهور قد يتم الاعتماد في نشر الصورة المطلوبة على ذكر أنماط سلوكية مناسبة للصورة المراد نشرها حتى وإن كانت غير دالة على الإطار السلوكي العام أو كانت تصرفات شاذة غير سائدة يعتمد هذا الإسلوب بشدة على ذكر وقائع أو حقائق إستدلالية أو نوادر.
لعل هذا الأسلوب من أكثر أساليب الدعاية شيوعاً ووضوحاً، إذ تقدم لنا وسائل الإعلام وجهات نظر أصحابها الخاصة في كل شيء، كأن يُحرص على تقديم المسلم في صورة رجل طويل اللحية غريب الملبس، أو في صورة امرأة تتشح بالسواد وتجلس في مقعد السيارة الخلفي، حيث يعمل تكرار هذه الصورة على الربط التلقائي لكل ما تستدعيه من توابع قد لا يُصرح بها، فيغدو الإسلام مرتبطا في ذهن الغربي بكل الصفات السلبية التي تستطبنها تلك الصورة دون البحث عما يمكن أن يخفيه المظهر الخارجي من قيم ومبادئ تُقصى عمداً عن الطرح والمناقشة.

### الاستشهادات
هو استخدام الاقتباسات اللفظية سواء كان كاملا أو مقتطع أو سواء كان في محله أو غير محله بهدف تعضدي/ نقد فكرة أو هدف أو حدث أو شخص معين ويعتمد هذا على سمعة ومصداقية المنقول عنه للتدليل على قوة الاقتباس وصلاحيته للموقف.

### الربط
هو إسقاط صفات إيجابية أو سلبية على فرد أو مجموعة أو قيمة معين ويهدف إلى استثارة الرأي العام تجاه الهدف من الدعاية سواء بالسلب أو الإيجاب.

### الفروض الغير معلنة
يستخدم هذا الأسلوب عند عدم الرغبة في التصريح بالسبب أو المبدأ المدعوم خوفا من فقدانه مصداقيته أو جاذبيته إذا ذكر بصراحة في هذه الحالة يفترض وجود هذا المبدأ / السبب بشكل غير مباشر أو ضمني في الرسالة.

### الألفاظ ذات الفضيلة / الوعظ
استخدام ألفاظ ذات مضمون إيجابي في منظومة القيم الخاصة بالجمهور عند الرغبة في نشر صورة إيجابية عن فكرة ما.

### تسمية الأشياء بغير مسمياتها
بما أن وسائل الإعلام تمسك اليوم بزمام الرأي العام وتعمل على توجيهه وصياغته على النحو الذي تريد، فإن ذلك يستتبع بالبداهة تحكمها في المفاهيم والمصطلحات التي تتداولها وتسعى لتدويلها بين الناس، إذ تتجنب غالباً التعرض المباشر للقضايا التي ترغب في تحويرها أو تغييرها، وإنما تعمل على إعادة صياغتها بلغة جديدة تتناسب مع سياساتها وبثها بين الناس الذي يتقبلونها لا شعورياً على المدى الطويل.

### الاعتماد على الأرقام والإحصائيات ونتائج الاستفتاء
وهذا الأسلوب يضفي الكثير من المصداقية على الخبر المراد ترويجه، إذ تعمد وسائل الإعلام —الأمريكية منها على وجه الخصوص- إلى دعم الكثير من الأخبار والإعلانات باستفتاءات وإحصائيات تنسب عادة إلى بعض الجهات المتخصصة ذائعة الصيت، وبالرغم من شيوع القول بأن هذه المؤسسات البحثية والإحصائية قد اكتسبت شهرتها بسبب مصداقيتها ونزاهتها، إلا أنه من غير الممكن أيضاً التأكد من ذلك بأي وسيلة كانت.

### عدم التعرض للأفكار السائدة
يؤكد الباحثون في مجال الإعلان اليوم على ضرورة تجنب الصدام مع المتلقي، إذ فشلت الكثير من المحاولات السابقة في فرض بعض التوجهات والآراء على الرأي العام عنوة، ومن ذلك مثلاً قرار تحريم الخمر الذي صدر عام 192 في الولايات المتحدة بجهود «رابطة مقاومة الحانات»، والتي قامت بحملة إعلانية كبيرة طبعت من خلالها أكثر من 157 مليون نشرة ومليوني كتاب وخمسة ملايين نسخة من الكتيبات ومليوني ملصق (بوستر) وثمانية عشر مليوناً من البطاقات، تدعو جميعها إلى توعية الناس بأضرار الخمور على جميع الأصعدة، فكانت النتيجة أن نشأت جمعية أخرى مناهضة لهذا القرار.
ومع أنها لم تكن تملك من الإمكانيات الإعلانية ما تملكه الجمعية الأولى، فإن الغلبة كانت لهذه الثانية بعد أن تحول تجار الخمور من التجارة المشروعة إلى الاحتكار والابتزاز والتحايل على السلطات، وربما انتشر تداول الخمور بين العامة بصورة أكبر من ذي قبل، مما أدى بالتالي إلى إلغاء القرار بعد ثلاثة عشر عاماً من صدوره، وعدم التجرؤ على الاصطدام الحاد بالأفكار السائدة في المجتمع.

### التظاهر بمنح فرص الحوار والتعبير عن الرأي لجميع الاتجاهات
فمع أن الحرية الفكرية أمر محمود ومطلوب في كل المجتمعات، إلا أن هذه الدعوى قد تبدو كلمة حق أريد بها باطل، إذ إنها كثيرا ما تؤدي إلى نتيجتين على قدر من الخطورة:
أولهما منح أصحاب الآراء والتوجهات الشاذة فرصة الظهور على مسرح الأحداث وكأنهم أصحاب تيار حقيقي كامل، يملك الحق في الوجود والتعايش مع الآخرين، ويبحث عن موطئ قدم مريح وهادئ، تماماً كما يقدم الإعلام الغربي الشاذين جنسيا على أنهم مجرد «مثليين» يتمتعون بحس عاطفي بريء تجاه أمثالهم في الجنس، ويسعون لاكتساب احترام الآخرين وتفهم رغباتهم النفسية والجسدية.
النتيجة الثانية: هي كسب تعاطف المتلقي عبر تقديم هذه التوجهات الشاذة في صورة عاطفية تداعب الأحاسيس، بدلا من طرحها للنقاش العلمي والفكري كأن تجري مداولتها في مناظرات علمية حقيقية تعطي الحق للمخالفين في تفنيدها بالتساوي مع حق أصحابها في الطرح، وقد قدمت هوليود مؤخرا فيلماً سينمائياً يعرض قصة اثنين من رعاة البقر الشاذين في صورة إيجابية تدفع المشاهد للتعاطف اللاشعوري، وهو الأمر الذي أكدته ردود أفعال الكثيرين ممن شاهدوا الفيلم كما ورد في مجلة النيوزويك، واعترفوا بتغيير نظرتهم كلياً تجاه الشذوذ الجنسي!

### التأكيد بدلاً من المناقشة والبرهنة
بالرغم من تساهل وسائل الإعلام مع أصحاب الآراء الشاذة في عرض وجهات نظرها، إلا أنها غالباً ما تغفل الآراء التي لا تتفق مع مصالحها بشكل شبه تام، فتقدم وجهات نظرها على أنها من المسلمات التي يتفق عليها الجميع دون نقاش، وتتجنب حتى الرد على الرأي الآخر خشية تسليط الضوء عليه والمساعدة على انتشاره بلفت الأنظار إليه. ومن ذلك تقديم الديمقراطية الليبرالية الغربية على أنها الحل المجمع عليه في الكثير من وسائل الإعلام العربية وكأن المجتمع العربي- الإسلامي بكافة أطيافه قد قال كلمته في ذلك!

### عدم التعرض للقضايا الحساسة
امتداداً لما سبق، فإن الإعلام الموجه يتجنب غالباً التعرض للقضايا المثيرة للخلاف، بل يتجاوزها إلى ما هو أبعد منها ليتعامل مع الواقع من حيث هو، مما يؤدي لا شعورياً إلى ترسيخ هذا الواقع في وجدان المتلقي إلى درجة التعايش معه وتقبله دون التساؤل عن صحته وحقه أصلاً في الوجود فضلاً عن الاستمرار، والأمثلة على ذلك أكثر من أن تحصى، ومن أهمها إغفال حقيقة دولة الكيان الصهيوني واغتصابها للأرض والمقدسات، والتعامل معها على أنها دولة موجودة على أرض الواقع وتملك كافة مقومات الوجود، دون التعرض لحقيقة قيامها المصطنع، وقد أدى هذا التعامل السيئ للإعلام العربي مع القضية الفلسطينية إلى تقبل الرأي العام العربي لوجود دولة صهيونية في قلب العالم العربي - الإسلامي، دون أي تبعات نفسية أو فكرية عميقة.ز

### إثارة الغرائز وادعاء إشباعها
لعل إثارة الغرائز في وسائل الإعلام هي من أكثر الأساليب وضوحاً لدى المتلقي، إذ يستغل المعلن والإعلامي الغربي مساحة الحرية التي يتيحها النظام الليبرالي في العبث بغرائز المتلقي لتلقينه ما يريد.
وقد تهدف الدعاية هنا إلى مجرد لفت الانتباه للترويج لسلعة ما كاستخدام الصور الخليعة في الإعلانات المصورة، أو يمتد الأمر لربط الشيء المعلن عنه بغريزة ما كأن يصبح إشباعها متعلقاً بهذا الشيء، ومن ذلك ربط تدخين السجائر بالرجولة، واستخدام بعض العطور بالجاذبية الجنسية، واقتناء أحد الهواتف النقالة بالمكانة الاجتماعية المرموقة.
ولكن الخطورة هنا ليست مقتصرة على الترويج الرخيص لهذه السلعة أو تلك، بل استحلال إثارة غرائز الناس لأهداف فئة معينة في المجتمع، وتنميط صورة المرأة التي لم تعد تعني أكثر من جسد تتحدد قيمته بمدى تقبل الرجل. علماً بأن الكثير من المنظمات والفعاليات الحقوقية في الغرب تسعى لمناهضة هذا الاستغلال غير الإنساني للمرأة في وسائل الإعلام، ومن ذلك احتجاج إحدى المنظمات النسائية الإسبانية مؤخراً بعد تلقيها 342 شكوى ضد المعلنين في العام الفائت، إلا أن الثقافة الليبرالية الطاغية التي قامت في البداية على الاعتراف بحقوق المرأة، قد وقعت في مأزق لا يمكن الخروج منه، ويؤكد ذلك مسعى بعض المفكرين الغربيين الحالي لإنقاذ مبادئ الحرية من براثن الانفلات الأخلاقي.

### ادعاء الموضوعية
يعترف المؤرخون للإعلام الغربي بأن الإعلام المطبوع الذي بدأ في القرن الخامس عشر الميلادي لم يكن يهدف بالأساس إلى تقديم الصورة الصحيحة للواقع، فحتى الأخبار كانت تتعرض للتزوير حسب مصالح القائمين على النشر، وعندما بدأت الصحافة الحرة في بريطانيا في القرن السابع عشر لم تكن تعكس إلا وجهات نظر أصحابها وتصب في مصالحهم.
إلا أن اتساع رقعة الحرية والليبرالية وتزايد الاستقلال الفردي للمواطن العادي، دفع الإعلاميين إلى التزام المزيد من الموضوعية والشفافية كسباً للإعلان التجاري الذي يبحث عادة عن الصحف ذات القبول الشعبي، وهكذا ارتبطت الشفافية الإعلامية بمدى تقبل المتلقي وإيمانه بموضوعية وسائل الإعلام، مما ألزم الإعلاميين بالبحث عن وسائل جديدة تحتفظ لهم بحق نشر قيمهم وتأمين مصالحهم دون المساس بولاء المتلقي.
وقد كان الاهتمام منصباً في الأساس على المظهر العام الذي يضفي شعوراً بالموضوعية والكفاءة، إذ يميل الناس عادة إلى الثقة بالمذيع الإخباري أنيق الملبس ولبق الحديث، كما تضفي التجهيزات المبهرة للاستديوهات ومواقع التصوير، أو الطباعة الراقية للصحف والمجلات، شعوراً بالاحتراف.
فإذا أضفنا إلى هذه العوامل الجذابة ما سبق الحديث عنه من أساليب دعائية كفتح مجال الحوار للرأي المخالف وعدم التعرض للقضايا الحساسة، فإن ذلك سيعطي صورة إيجابية للمتلقي تمنعه من مجرد التشكيك في مصداقية كل ما يرد إليه من هذه الوسائل الإعلامية.
أخيراً، تبرز خطورة هذا التأثير الإعلامي- الدعائي «المؤدلج» في توجيه الرأي العام مع توسع دائرة اتصالها بالمتلقي الذي بات يعتمد اعتماداً شبه كلي على وسائل الإعلام في اتصاله مع العالم الخارجي، حتى في تلقي أبسط المعلومات التي يحتاجها في حياته اليومية، إذ بات الكثير من المثقفين فضلا عن غيرهم يضعون ثقتهم في وسائل الإعلام التي ساعدت الثقافة الشعبية على التأثير في النخبة المثقفة بدلا من العكس، مما أدى إلى انخفاض المستوى الثقافي بشكل عام، وترسيخ قاعدة «هذا ما يريده الجمهور»، كدستور يضطر لمراعاته كل من يطمح إلى الاستمرار في «سوق» الإعلام، وهي النتيجة الحتمية لطغيان سياسة السوق الحر والليبرالية المحتكرة في أيدي القلة، وخدعة كبيرة يشترك الجميع في مسئولية إحكام سيطرتها على كرامة الإنسان.
لتبقى الآمال معقودة على دور العلماء وأصحاب الضمير الحي في كسر هذه الحلقة المفرغة، والإفادة الواعية من تقنيات وسائل الإعلام المذكورة في خدمة الإنسان والارتقاء به بدلاً من الدفع إلى المزيد من الانحطاط.

## أقوال في الدعاية
¤《«لا يريد الناس الحرب، ولكن يمكنهم الموافقة دائمًا على مخاطرات القادة. هذا سهل. كل ما عليك فعله هو إخبارهم أنهم تعرضوا لهجوم، ثم قم بإدانة دعاة التهدئة واتهمهم بعدم الوطنية وتعريض البلاد للخطر. حل سحري، ينجح في جميع البلدان.»》 هيرمان جورينج 

## المصدر
أحمد دعدوش، أساليب الدعاية المعاصرة..الغاية تبرر الوسيلة، مجلة البيان، العدد 238.